# Universität Toyama

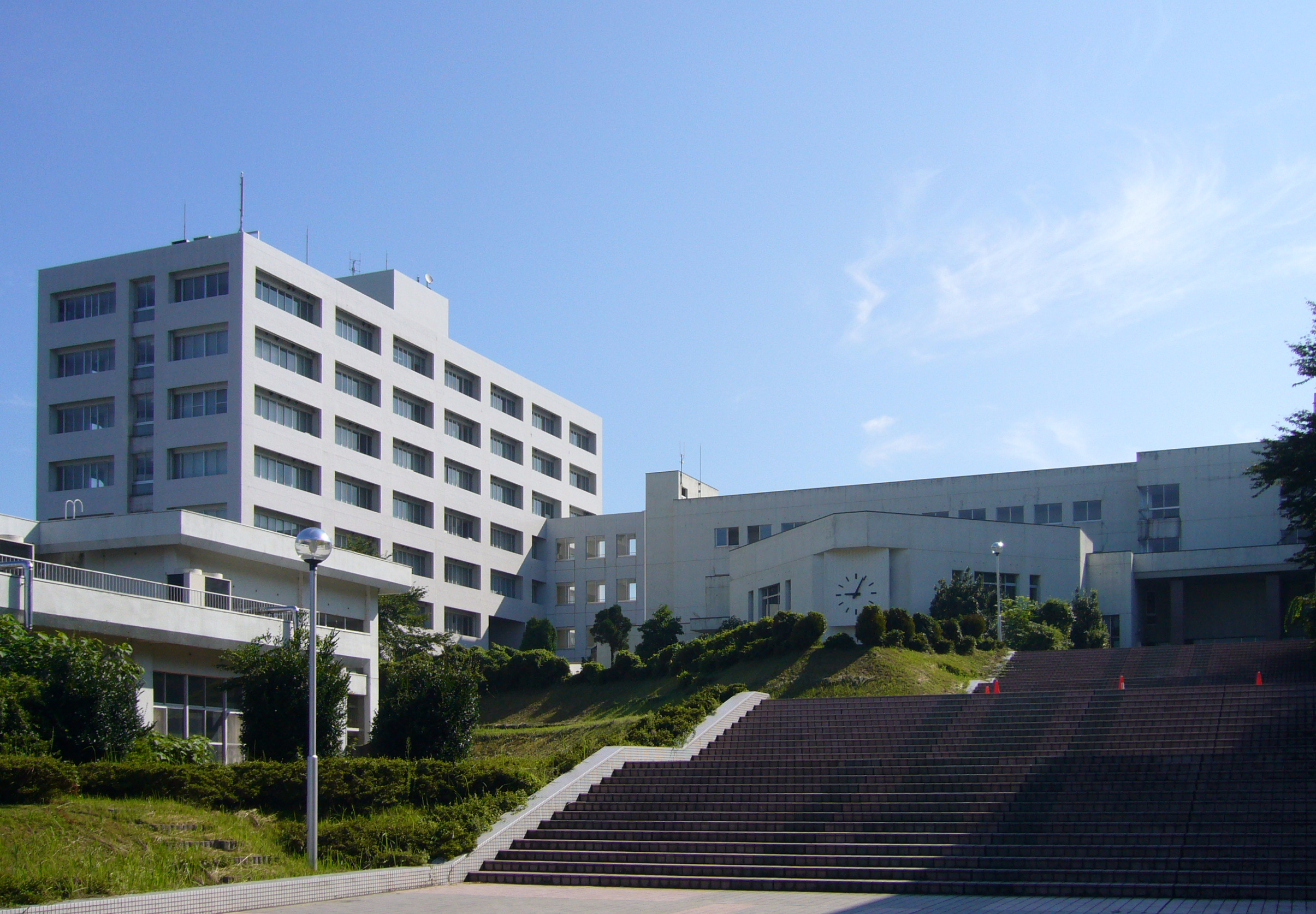
Sugitani-Campus (Medizin und Pharmazie)

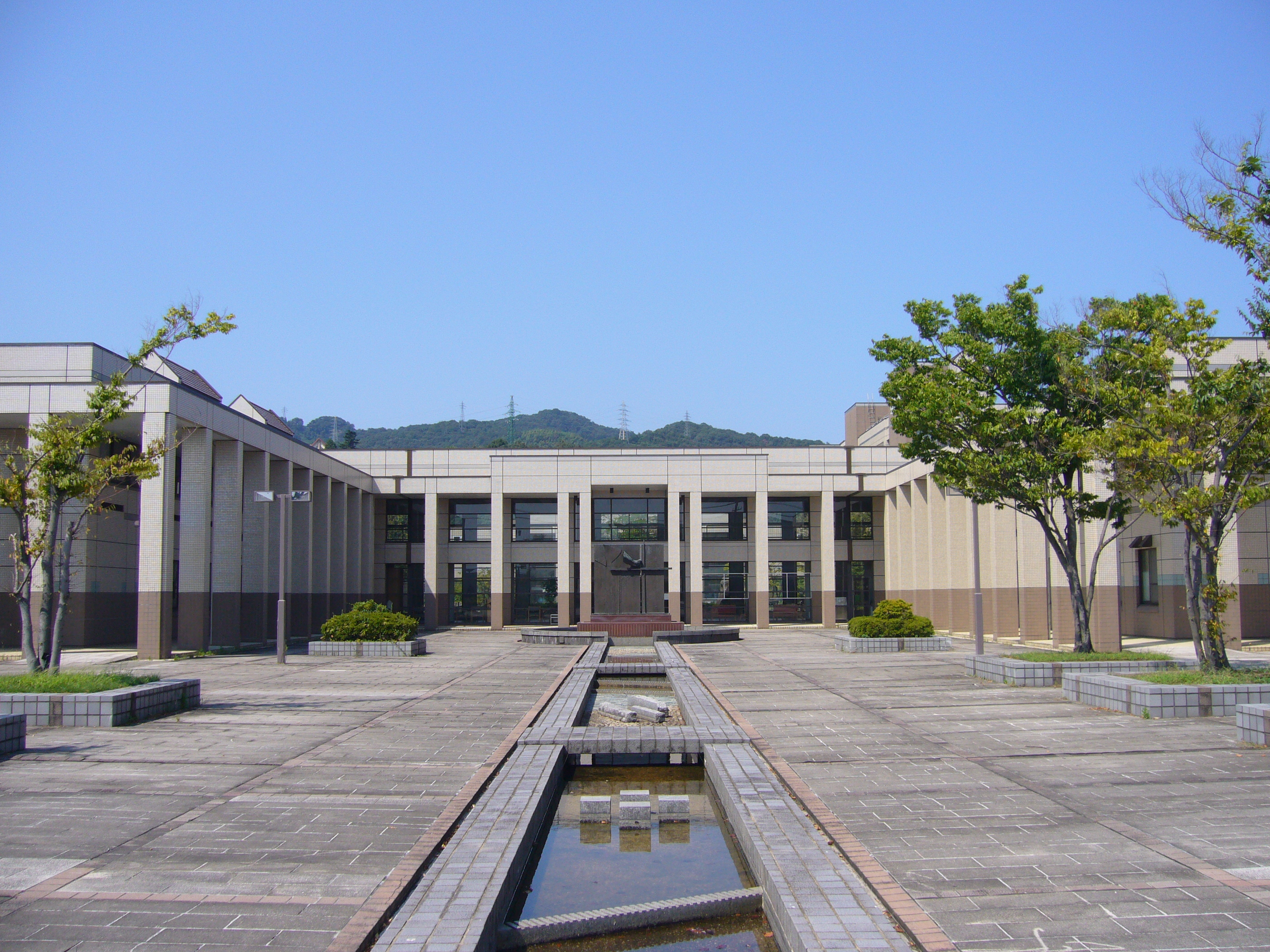
Takaoka-Campus (Kunst und Design)

Die Universität Toyama (jap. 富山大学, Toyama daigaku, engl. University of Toyama) ist eine staatliche Universität in Japan. Der Hauptcampus liegt in Gofuku, Toyama in der Präfektur Toyama.

## Geschichte
Die Universität wurde 2005 durch den Zusammenschluss der drei staatlichen Hochschulen gegründet. Die drei waren:
- die (ältere) Universität Toyama (engl. Toyama University, gegründet 1949),
- die Medizinische und Pharmazeutische Universität Toyama (富山医科薬科大学, Toyama ika yakka daigaku, gegründet 1975), und
- die Kurzuniversität Takaoka (高岡短期大学, Takaoka tanki daigaku, engl. Takaoka National College, gegründet 1983[4]).

Einer der Ursprünge der älteren Universität Toyama war die private Kyōritsu-Schule für Pharmazie (共立薬学校, Kyōritsu yaku gakkō), die 1893 mit der Spende von der Stadt Toyama und von den pharmazeutischen Firmen gegründet wurde. Sie wurde 1897 eine städtische Schule und entwickelte sich 1909 zur Präfekturalen Pharmazeutischen Fachschule Toyama (富山県立薬学専門学校, Toyama-kenritsu yakugaku semmon gakkō), 1920 dann zur staatlichen Pharmazeutischen Fachschule Toyama.
1949 wurde die ältere Universität Toyama eröffnet, und die Pharmazeutische Fachschule wurde mit anderen vier staatlichen Schulen (Oberschule, Technikum, Normalschule und Jugend-Normalschule) zur Universität zusammengelegt. 1974 gründete sie das Forschungsinstitut für traditionelle japanische und chinesische Pharmazie (和漢薬研究所, Wa Kan yaku kenkyūjo), das erste staatliche Forschungsinstitut für Kampo-Medizin. 1975 wurde die pharmazeutische Fakultät in die neu gegründete Medizinische und Pharmazeutische Universität Toyama versetzt. 2005 wurde die Medizinische und Pharmazeutische Universität Toyama zur (neuen) Universität Toyama wieder zusammengelegt (Sugitani-Campus).

### Kurzuniversität Takaoka
In der Stadt Takaoka befand sich einer der Vorgänger der (älteren) Universität Toyama – das Technikum Takaoka (高岡工業専門学校, Takaoka kōgyō semmon gakkō). Es wurde 1924 als Höhere Handelsschule Takaoka (高岡高等商業学校, Takaoka kōtō shōgyō gakkō) gegründet, und 1944 während des Pazifikkriegs wurde es zum Technikum verändert. 1949 wurde es die technische Fakultät der (älteren) Universität Toyama, und die Fakultät lag in Takaoka bis 1985. Die Fakultät wollte in den Gofuku-Hauptcampus umziehen, weil der damalige Takaoka(Nakagawa)-Campus alt und klein war. Die Stadtverwaltung von Takaoka wandte sich aber gegen den Umzug, also 1983 statt der technischen Fakultät wurde eine neue staatliche Hochschule gegründet.
Die Kurzuniversität Takaoka wurde im neuen Takaoka(Futagami)-Campus eröffnet. Sie hatte zweijährige Kurse für industrielle Gestaltung und Informatik, denn Takaoka ist eine Stadt des Kunsthandwerks. 1998 gründete sie den zweijährigen Aufbaukurs; Absolventen des Aufbaukurses konnten den Bachelor-Abschluss erhalten (NIAD-UE vergab ihn). Seit 2005 ist der Standort der Kurzuniversität der Takaoka-Campus von der Universität Toyama.

## Fakultäten
- Gofuku-Campus (in Toyama, Präfektur Toyama, 36° 41′ 56,7″ N, 137° 11′ 15,6″ OKoordinaten: 36° 41′ 56,7″ N, 137° 11′ 15,6″ O):
  - Fakultät für Geisteswissenschaften
  - Fakultät für Humanwissenschaften (vormals Pädagogik)
  - Fakultät für Wirtschaftswissenschaften
  - Fakultät für Naturwissenschaften
  - Fakultät für Ingenieurwissenschaften
- Sugitani-Campus (in Toyama, Präfektur Toyama, 36° 40′ 47,1″ N, 137° 8′ 34,3″ O):
  - Fakultät für Medizin
  - Fakultät für Pharmazie
- Takaoka-Campus (in Takaoka, Präfektur Toyama, 36° 46′ 23,9″ N, 137° 1′ 19,3″ O):
  - Fakultät für Kunst und Design